# Нојмиле (Елстер)
Нојмиле (њем. Neumühle/Elster) град је у њемачкој савезној држави Тирингија. Једно је од 61 општинског средишта округа Грајц. Према процјени из 2010. у граду је живјело 421 становника. Посједује регионалну шифру (AGS) 16076052.

## Географски и демографски подаци
Нојмиле се налази у савезној држави Тирингија у округу Грајц. Град се налази на надморској висини од 250 метара. Површина општине износи 8,4 km². У самом граду је, према процјени из 2010. године, живјело 421 становника. Просјечна густина становништва износи 50 становника/km².